# 王繹

王繹、倪瓚：〈楊竹西小像〉

王繹（1333年—?），字思善，自號癡絕生。祖籍睦州，居杭州。元代畫家。善寫貌，尤長於小像，不但形似，而且有神氣。著有《寫像秘訣》。現藏於北京故宮博物院的〈楊竹西小像〉是其唯一存世畫作。